# هوهانس هاروتیونیان
هوهانس هاروتیونیان (ارمنی: Հովհաննես Հարությունյան؛ زادهٔ ۱۵ اکتبر ۱۹۶۰) کشتی‌گیر سابق در رشته کشتی فرنگی و مربی کنونی اهل ارمنستان است که برندهٔ یک مدال طلا در مسابقات قهرمانی کشتی اروپا ۱۹۸۵ و همچنین برنده یک مدال برنز در مسابقات قهرمانی کشتی جهان ۱۹۸۵، در وزن ۵۷ کیوگرم شده‌است.